# Gervans
Gervans – miejscowość i gmina we Francji, w regionie Owernia-Rodan-Alpy, w departamencie Drôme.
Według danych na rok 1990 gminę zamieszkiwało 339 osób, a gęstość zaludnienia wynosiła 103 osoby/km² (wśród 2880 gmin regionu Rodan-Alpy Gervans plasuje się na 1291. miejscu pod względem liczby ludności, natomiast pod względem powierzchni na miejscu 1631.).